# Owimbundu
Ocimbundu (l. poj., język umbundu), Owimbundu (l. mn., umbundu; transkrypcja port. Ovimbundo, ang. Ovimbundu; inne nazwy: Mbundu Benguella, Mbundu południowi) – największa grupa etniczna w Angoli (patrz: rozdział „Liczebność”). Często są myleni z drugą co do wielkości grupą Mbundu (port. Mbundo, kimbundu Ambundu, kikongo Bambundu; inne nazwy: Mbundu północni), jednak różnią się od nich zarówno historią, jak i w konsekwencji kulturą.

## Ziemie
Zamieszkują tereny środkowo-zachodnie Angoli, ściślej dzisiejsze prowincje Benguela, Huambo, Huíla (zwłaszcza miejscowości: Kakonda, Caluquembe, Lubango), Kwanza Południowa, Moxico, Cuando-Cubango, Bié. W tej ostatniej, w obszarze administracyjnym Kuito, znajduje się ich stanowisko archeologiczne Caninguir (Kaninguiri, Kañilili). Po odzyskaniu niepodległości, oraz po wojnie domowej, liczna diaspora Owimbundu znalazła się w Namibii, w Zambii (tu migracja pod koniec lat 80.) i w Mozambiku.

## Pochodzenie
Zaliczani do ludów Bantu, wyróżnianych jako tych, pośród których ntu (plus ewentualny przedrostek, np. w j. kimbundu muntu) znaczy człowiek, a liczbę mnogą tworzy się w tym przypadku dodając przedrostek ba lub va (stąd bantu w kimbundu znaczy ludzie). Wiodący naukowcy twierdzą, że przodkowie Bantu mogli przybyć z Azji (Historia migracji ludów bantu, migracja wsteczna do Afryki, mtDNA), zatrzymać się w Bahr al-Ghazal w Sudanie, by następnie osiedlić się w okolicy Wielkich Jezior Afrykańskich. Stamtąd przewędrowaliby do obszaru określanego mianem Bauczi w Nigerii lub do Kamerunu. Wiele wskazuje jakoby ich domem była dolina Benué w północno-zachodnich lasach równikowych. Widoczne są też podobieństwa językowe Owimbundu z ludem Igbo z Nigerii: kiedy wśród Mbundu (j. kimbundu), Bakongo (j. kikongo) i Baluba (j. cziluba) Bóg oraz duch (duch zmarłej osoby, duch przodka) to Nzambi lub Nzúmbe (zaś zumbi w kikongo znaczy życzliwy fetysz), to wśród Owimbundu jest to Suku (omunu zaś to osoba, a twendi znaczy idziemy). Poszczególne ludy Bantu na tereny dzisiejszej Angoli trafiały od strony Dolnego Konga i siedzib ludu Luba, w następującej kolejności: w XI wieku Bakongo, w XVI VaNyaneka, w XVII Ngangela, w XVIII Owambo i Czokwe, w XIX OvaKwangali. OviMbundu mogli być mieszanką grupy Bakongo z grupą Lundu (obecnie klaster etniczny Lundu-Czokwe). Gdy osiedlili się na płaskowyżu Bié, zostali sąsiadami ludów Ambundu (Mbundu północni, którzy prawdopodobnie wyodrębnili się od Bakongo), oraz wspomnianych ludów Czokwe i Lundu.

## Królestwa
W XVIII wieku Owimbundu tworzyli już 22 królestwa, spośród których 13 było niezależnych: Bailundu (Bailundo), Viye (Bié, Bihe), Wambu (Huambo, Huamba, Hambo), Ciyaka (Quiyaca, Quiaca), Ngalangi (Galangue), Civula (Quibula), Ndulu (Andulu, Ondulo, Ondura), Cingolo (Kingolo, Quingolo), Kalukembe (Caluquembe, Caluguembe, Caluqueme), Sambu (Sambo, Sambos), Ekekete (Quiquete), Kakonda (Caconda, Cilombo-coñoma, Quilombo), Citata (Quitata). Pozostałe 9 zachowywało pewną autonomię i pewną zależność od królestw Bailundu, Wambu i Ciyaka.

## Szczepy
Główne podgrupy etniczne i szczepy OviMbundu to: VaMbalundu, VaVihé, VaWambu, VaNgalangui, VaKimbulu, VaNdulu, VaKingolo, VaKaluquembe, VaSambu, VaEkekete, VaKakonda, VaKitatu, VaSele, VaMbui, VaHanha, VaNganda, VaChikuma, VaDombe, VaLumbu. Przedrostek va- wyznacza liczbę mnogą (w przypadku rzeczowników nie odnoszących się do ludzi stosuje się przedrostek ova-).

## Język
Język tradycyjnie umbundu (port. Umbundo, inne nazwy: Nano, Mbali lub Mbari), używany szeroko w prowincjach południowych jako język handlowy. Jako „pierwszy język mówiony” wypierany jest przez język portugalski (język urzędowy Angoli). Poszczególnym szczepom oraz dawnym królestwom Owimbundu odpowiadają dialekty lokalne wewnątrz języka umbundu: KiMbailundu, KiBié, KiUambo, KiNgalangui, KiNdulu, KiNgolo, KiKalukembe, KiSambu, KiKekete, Kaconda, KiTatu, KiSele, KiMbui, KiHanha, KiNganda, Chicuma, KiDombe, KiLumbu, KiMbulu. Dialekty różniące język względem języka umbundu, ale zaliczane do tej samej grupy to: Umbundu-Ndombe, Umbundu-Nkhumbi, Umbundu-Nyaneka, zbliżone do języków odpowiednio ndombe (Bantu R.10, Mbundu południowe, Dombe), nkhumbi i nyaneka (Bantu R.10, Mbundu południowe, Nyaneka-Nkhumbi). Języka umbundu nie należy mylić z kimbundu, którego używają (choć również coraz rzadziej) ludy Mbundu północne.
| Królestwo                                 | Szczep                        | Dialekt     |
| ----------------------------------------- | ----------------------------- | ----------- |
| Bailundu/Bailundo                         | VaMbalundu/Mbalundu/Bailundos | KiMbailundu |
| Wambu/Huambo/Huamba/Hambo                 | VaWambu/Wambo/Huambo          | KiUambo     |
| Ciyaka/Quiyaca/Quiaca                     | VaYaka/VaYaca/VaAka ?         | KiYaka ?    |
| Viye/Bié/Bihe                             | VaVihé/Bieno                  | KiBié       |
| Ngalangi/Galangue                         | VaNgalangui                   | KiNgalangui |
| Ndulu/Andulu/Ondulo/Ondura                | VaNdulu/Ndulu                 | KiNdulu     |
| Cingolo/Kingolo/Quingolo                  | VaKingolo                     | Kingolo     |
| Kalukembe/Caluquembe/Caluguembe/Caluqueme | VaKaluquembe                  | KiKalukembe |
| Sambu/Sambo/Sambos                        | VaSambu/Sambo                 | KiSambu     |
| Ekekete/Quiquete                          | VaEkekete                     | KiKekete    |
| Kakonda/Caconda/Cilombo-coñoma/Quilombo   | VaKakonda/Kakonda/Caconda     | Kaconda     |
| Citata/Quitata                            | VaKitatu                      | Kitatu      |
| ?                                         | VaSele/Sele                   | KiSele      |
| ?                                         | VaMbui                        | KiMbui      |
| ?                                         | VaHanha                       | KiHanha     |
| ?                                         | VaNganda                      | KiNganda    |
| ?                                         | VaChikuma                     | Chicuma     |
| ?                                         | VaDombe                       | KiDombe     |
| ?                                         | VaLumbu                       | KiLumbu     |
| Civula/Quibula                            | VaVula ?                      | KiBula ?    |
| ?                                         | VaKimbulu ?                   | Kimbulu     |

## Liczebność
| Data | Liczba ludności | Owimbundu      | Owimbundu+Mbundu+Bakongo | Źródło |
| ---- | --------------- | -------------- | ------------------------ | --- |
| 1950 | (1)             |                |                          | Krzysztof Kubiak „Wojna graniczna w Angoli 1975-1989” (Wydawnictwo inforteditions, Zabrze 2010; s. 23) za: J. Ciment „Angola and Mozambique” (New York, 1997; s. 33-34).                                 |
| 1957 | 4,1 mln (2)     |                |                          | Basil Davidson „Afryka budzi się” (Spółdzielnia Wydawnicza „Czytelnik”, Warszawa 1957, Wydanie I) |
| 1960 | (do dopisania)  |                |                          | Rząd Angoli, Spis ludności |
| 1970 | 5,7 mln (3)     |                |                          | Rząd Angoli, Spis ludności; Krzysztof Kubiak „Wojna graniczna w Angoli 1975-1989” (Wydawnictwo inforteditions, Zabrze 2010; s. 17, 23) za: J. Ciment „Angola and Mozambique” (New York, 1997; s. 33-34). |
| 1986 | 7,9 mln         | 38% = 3 mln    | 74% = 5,8 mln (10)       | Ethnologue Report (1987) |
| 1986 | 8,5 mln         |                |                          | Departament Stanu USA |
| 1986 | 8,9 mln         |                |                          | Afrykański Rocznik Statystyczny 1986 (UNECA – United Nations Economic Commission for Africa, środek roku 1986)                                                                                           |
| 1987 | (4)             |                |                          | U.S. Committee for Refugees and Immigrants (agencja prywatna, środek roku 1987) |
| 1988 | 9,5 mln (5)     |                |                          | Rząd Angoli (United States Private Voluntary Agency, Assessment Team to Angola, 25.10.1988) |
| 1988 | 8,2 mln         |                |                          | Departament Handlu USA, Biuro Spisu Ludności |
| 1988 |                 | 37% = 3 mln    | 75% = 6,15 mln (9)       | Departament Stanu USA |
| 1995 |                 | 4 mln (6)      |                          | Ethnologue Report (2009 za WA 1995) |
| 2003 | 11 mln (7)      | 37% = 4,1 mln  |                          | |
| 2009 | 12,8 mln (8)    | 37% = 4,75 mln |                          | CIA World Factbook (07.2009, → link) |
| 2012 | 16 mln (11)     |                |                          | Ethnologue Report (2012, → link) |

(1) W tym:
- 78000 białych.

(2) Dokładniej 4109600, w tym:
- 4000600 Afrykanie,
- 30000 Mieszańcy,
- 79000 Europejczycy.

(3) Dokładniej 5673046, w tym:
- 335000 białych osadników (liczba nie uwzględnia portugalskich wojskowych w służbie czynnej pełniących służbę w kolonii).

(4) W tym uchodźców za granicę (452000) i uchodźców z zagranicy do Angoli (93200), w sumie 545200 uchodźców:
- 400000 (uchodźcy do Zairu i Zambii),
- 50000 (kubańscy żołnierze i cywile),
- 2000 (żołnierze, cywilni doradcy i technicy z ZSRR, Polski i NRD),
- 10000 (uchodźcy z RPA, związani z antyrządowym African National Congress ANC),
- 70000 (uchodźcy z Namibii, związani z South West Africa People’s Organization SWAPO),
- 13200 (uchodźcy z Zairu).

(5) Dokładniej 9483300, w tym uchodźcy za granicę.
(6) Mówiących językiem umbundu i dialektami Umbundu.
(7) Dokładniej 10978552.
(8) Dokładniej 12799293.
(9) Pominięto m.in. Lunda-Chokwe, Nganguela, Nyaneka-Humbe, Ovambo, mestiço i Europejczyków.
(10) W tym 5846000 (74%) Owimbundu+Mbundu+Bakongo:
- 3002000 (38%) Owimbundu,
- 1817000 (23%) Mbundu,
- 1027000 (13%) Bakongo (32% wszystkich Bakongo, żyjących w Zairze, Kongu-Brazzaville i Angoli).

(11) Dokładniej 16,095,000.